# Medaglia dello sport australiano
La medaglia dello sport australiano è un'onorificenza istituita nel 1999 per premiare i risultati sportivi australiani.
Destinatari del premio furono, oltre agli atleti, gli allenatori, i ricercatori, i detentori di cariche e i gestori di impianti e servizi.
Furono assegnate oltre 18 000 medaglie.